# Holger Sivertsen
Holger Sivertsen (* 18. März 1937 in Ilulissat; † 4. Juli 2011) war ein grönländischer Politiker (Atassut).

## Leben
Holger Sivertsen war der Sohn des Skippers Edvard Sivertsen († 1967) und dessen Frau Birgithe Olsen. Am 27. September 1959 heiratete er die Hauswirtschafterin Kathrine Zeeb (* 1940). Er war der Neffe von Marius Sivertsen (1906–1987). Seine Schwester Marie war mit Frederik Rosbach (1940–2002) verheiratet.
Er besuchte die Efterskole in Aasiaat und die Realschule in Nuuk. Von 1958 bis 1962 arbeitete er als Polizist in Aasiaat. Anschließend war er sieben Jahre Fabrikleiter in Ilulissat.
Holger Sivertsen saß von 1971 bis 2001 im Rat der Gemeinde Ilulissat, davon von 1975 bis 1983 als Bürgermeister. Bei der Landesratswahl 1975 kandidierte er als Erster Stellvertreter von Lars Eriksen. Bei der Folketingswahl 1975 war er Zweiter Stellvertreter von Ôdâĸ Olsen. Bei der Parlamentswahl 1979 war er Erster Stellvertreter von Konrad Steenholdt und Zweiter Stellvertreter von Ado Lynge. Bei der Wahl 1983 kandidierte er erstmals selbst und wurde ins Inatsisartut gewählt. 1984 und 1987 wurde er wiedergewählt. Bei der Wahl 1991 konnte er sich nicht mehr durchsetzen und schied somit aus dem Parlament aus. Auch 1995 kandidierte er erfolglos. Anschließend kandidierte er nicht mehr und beendete seine politische Karriere mit dem Ausscheiden aus dem Gemeinderat 2001.
Von 1975 bis 1979 war er Zweiter Vizevorsitzender im Gemeindeverband KANUKOKA und von 1979 bis 1983 Erster Vizevorsitzender. 1997 erhielt er die Fortjenstmedaljen mit Krone. Holger Sivertsen starb im Juli 2011 im Alter von 74 Jahren.